# Fissidens linearis
Fissidens linearis är en bladmossart som först beskrevs av J. D. Hooker och William M. Wilson, och fick sitt nu gällande namn av Stone 1991. Fissidens linearis ingår i släktet fickmossor, och familjen Fissidentaceae. Inga underarter finns listade i Catalogue of Life.